# Retiro (línea C del subte de Buenos Aires)
Retiro es la terminal norte de la línea C del Subte de Buenos Aires. Está ubicada bajo la avenida Dr. José María Ramos Mejía, en cercanías de la intersección con la avenida del Libertador en el barrio porteño de Retiro. Es una estación concurrida debido a que se encuentra en uno de los nodos de transporte más importantes de la ciudad. En las cercanías se encuentra la estación Retiro de los ferrocarriles Mitre, Belgrano Norte y San Martín y la Terminal de Ómnibus de Retiro.

## Historia
Esta estación fue construida por la compañía española CHADOPyF e inaugurada el 6 de febrero de 1936, manteniéndose hasta la fecha como cabecera de la línea C junto con la estación Constitución. La construcción de la estación comenzó hacia 1934 como parte del tramo "Diagonal Norte-Retiro", y las obras se realizaron a cielo abierto, cubriendo la estación con una losa de hormigón armado construida por la contratista alemana Siemens, [cita requerida]que soporta sobre sí la calzada de la avenida Ramos Mejía. Los interiores de Retiro, al igual que los de la terminal Constitución, se diseñaron con estilo art déco, de moda en esa época, luciendo placas de travertino en sus muros y mármol negro revistiendo las columnas octogonales. La estación original también lucía pisos con baldosas de granito, carteles de chapa calada con iluminación interior y clásicos relojes de aguja ferroviarios. Durante los primeros gobiernos de Juan Domingo Perón la estación se llamó Presidente Perón, como consta en mapas de la red de 1955.
Luego de numerosas remodelaciones y cambios de señalética, actualmente la estación luce la cartelería instalada por Metrovías entre 1997 y 1998, con las características bandas del color que identifica a la línea, pisos nuevos y numerosos puestos comerciales que no estaban originalmente. Además, el sistema de iluminación original fue desmantelado y reemplazado por uno nuevo, que mantiene a los andenes más oscuros de lo que eran originalmente. Como detalle, también se ha retirado el mármol negro que cubría las columnas del andén central.
La estación fue diseñada, al igual que Constitución, utilizando la Solución Barcelona para terminales ferroviarias. Esto quiere decir que posee dos andenes laterales y un andén central, de tal forma que los pasajeros descienden por un lado del vagón, y los que esperan el tren ascienden por el lado opuesto, evitando choques y agilizando la salida de la formación.

## Decoración
En el andén oeste de cuenta con 3 murales cerámicos: Historias del Sábado, Las Máscaras y Las Primeras Luces, de Fernando Allievi.

## Hitos urbanos
Se encuentran en las cercanías de esta:
- Casa de la Moneda
- Comisaría N°46 de la Policía Federal Argentina
- Escuela Primaria Municipal N.º 25 Bandera Argentina
- Escuela de Educación Media N.º 6 Padre Carlos Mugica
- Plaza Canadá
- Plaza Fuerza Aérea Argentina
- Puerto de Buenos Aires
- Centro Educativo de Nivel Secundario N.º 313
- Centro de Alfabetización, Educación Básica y Trabajo N.º 10 Banderita
- Escuela Técnica N.º12 Libertador Gral. José de San Martín
- Escuela Primaria Común/Adultos N.° 6 French y Beruti
- Instituto de Enseñanza Superior en Lenguas Vivas Juan Ramón Fernández
- Embajada de Israel
- Embajada de la República Democrática del Congo
- Dirección Nacional de Inmigraciones
- Escuela Nacional de Náutica
- Edificio Libertad
- Villa 31

## Imágenes

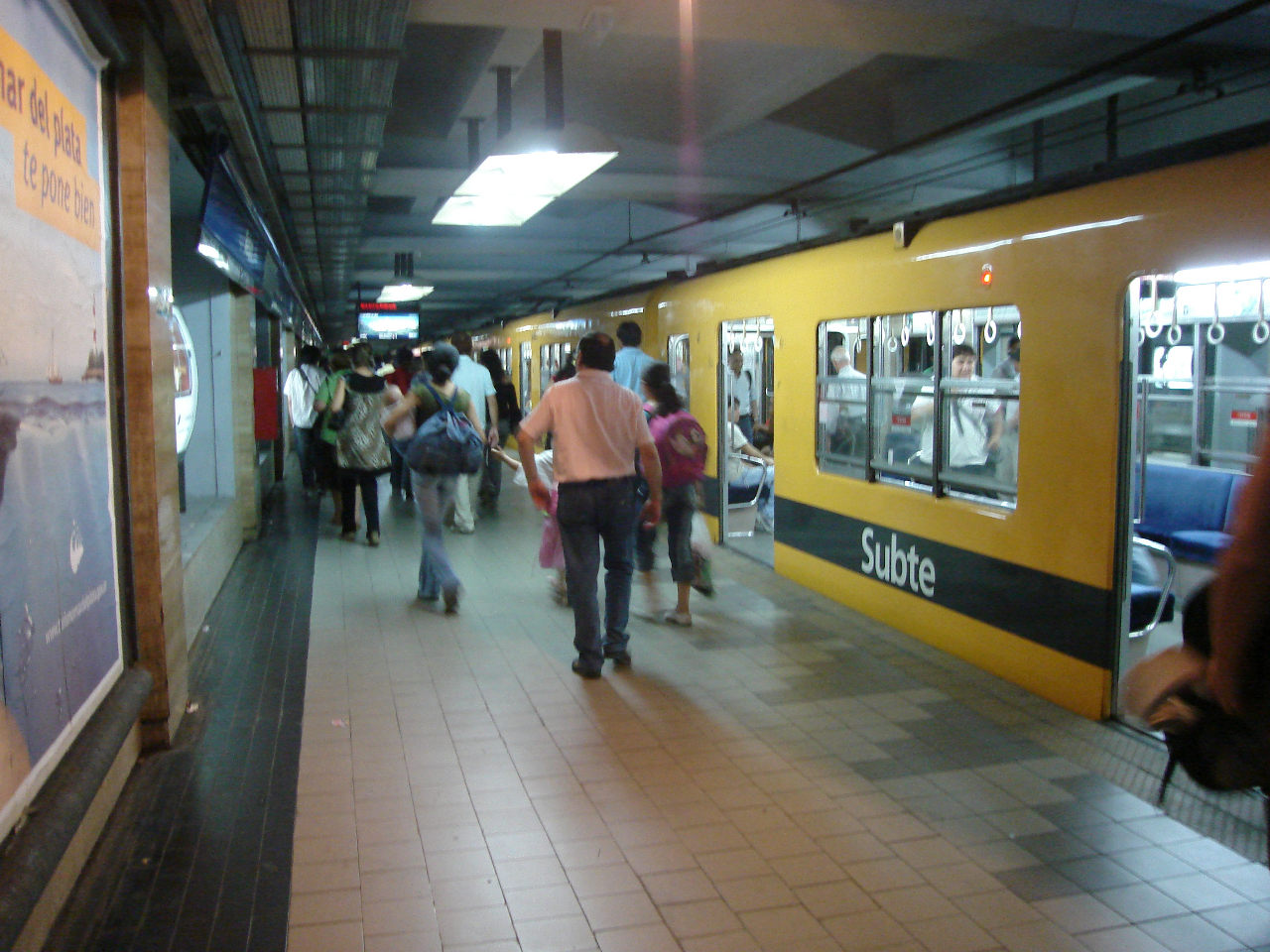
Vista de uno de los andenes de descenso
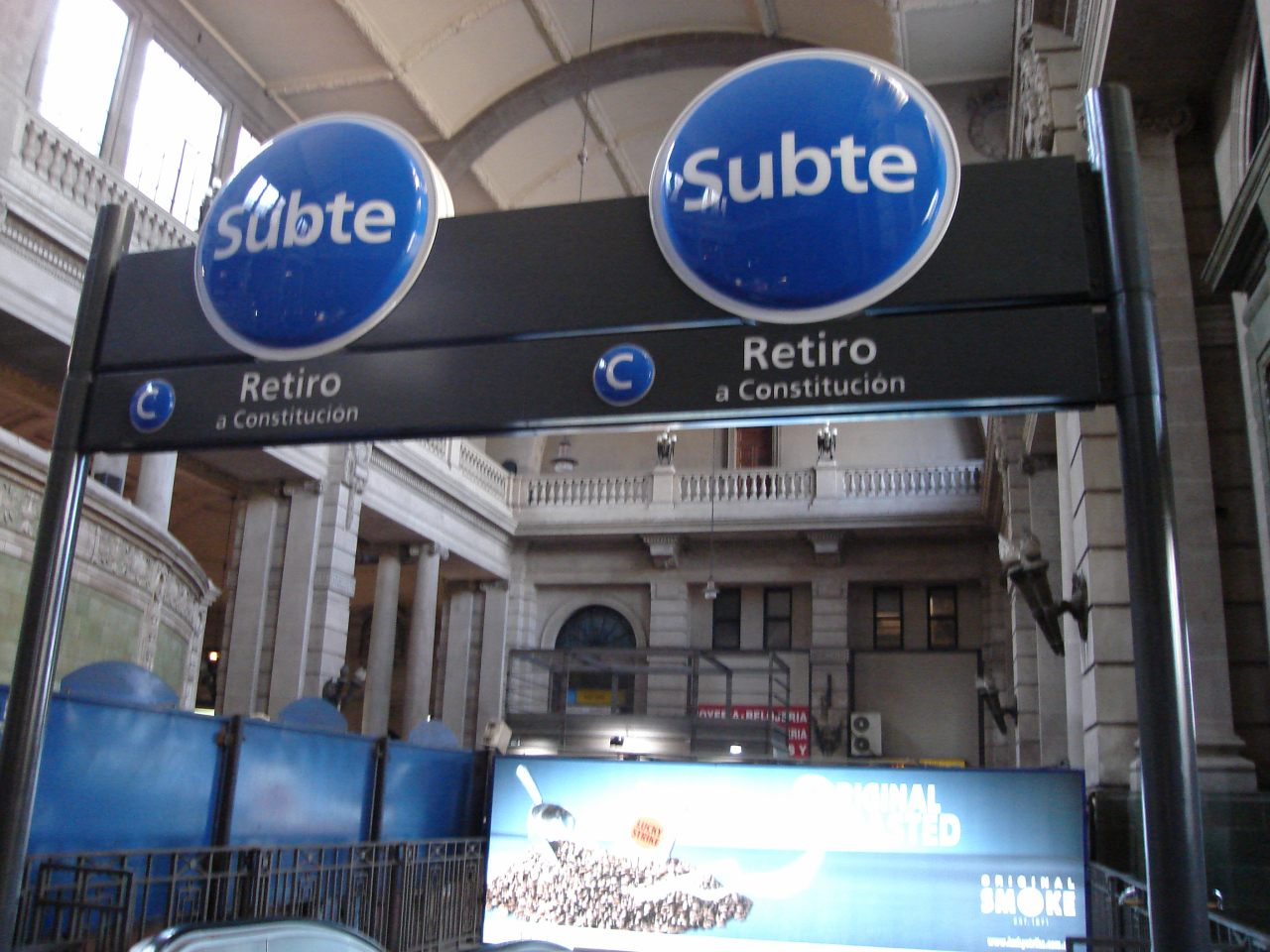
Boca de acceso en el área de boleterías de la estación Retiro Mitre
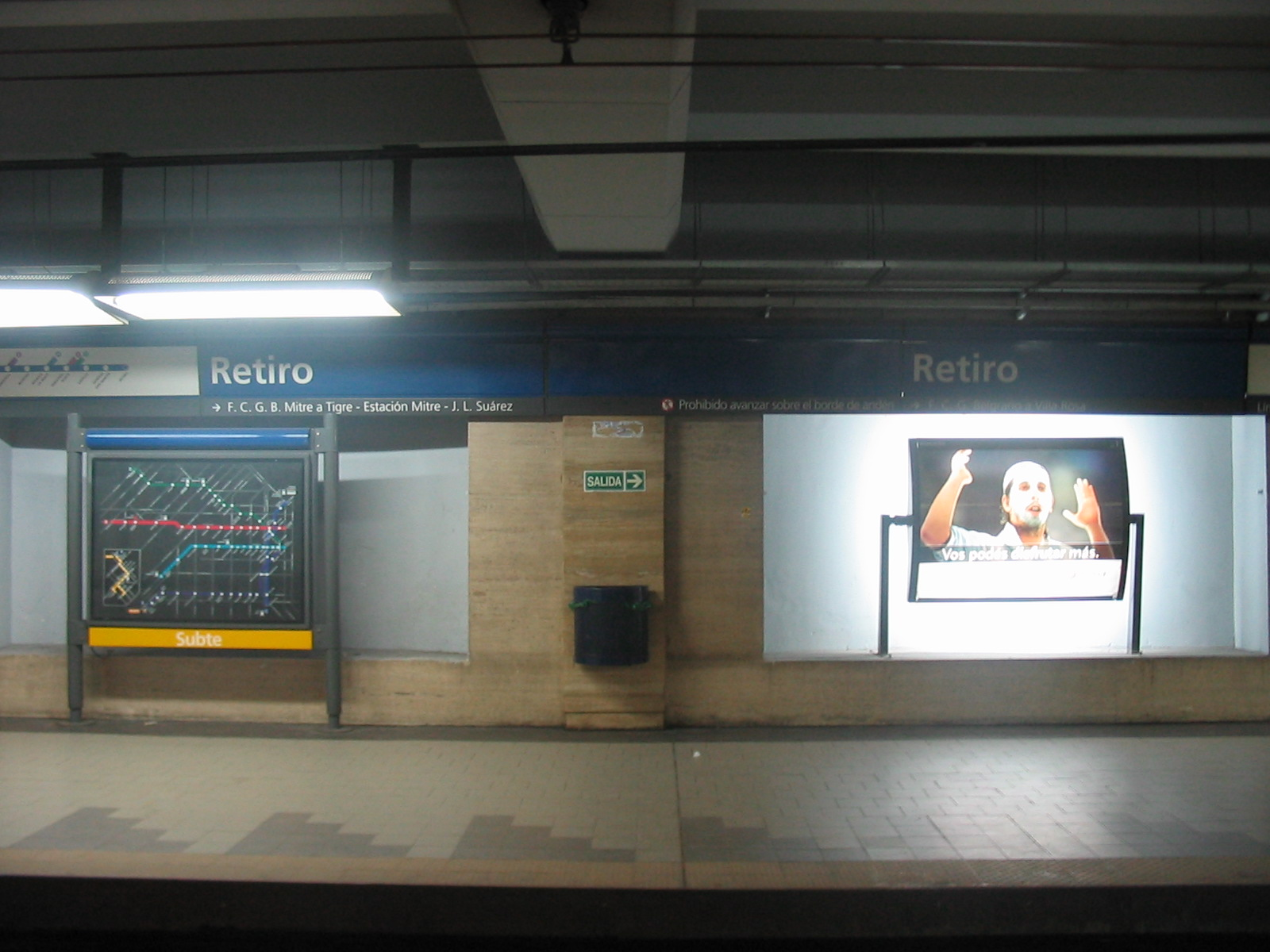
Laterales de la estación
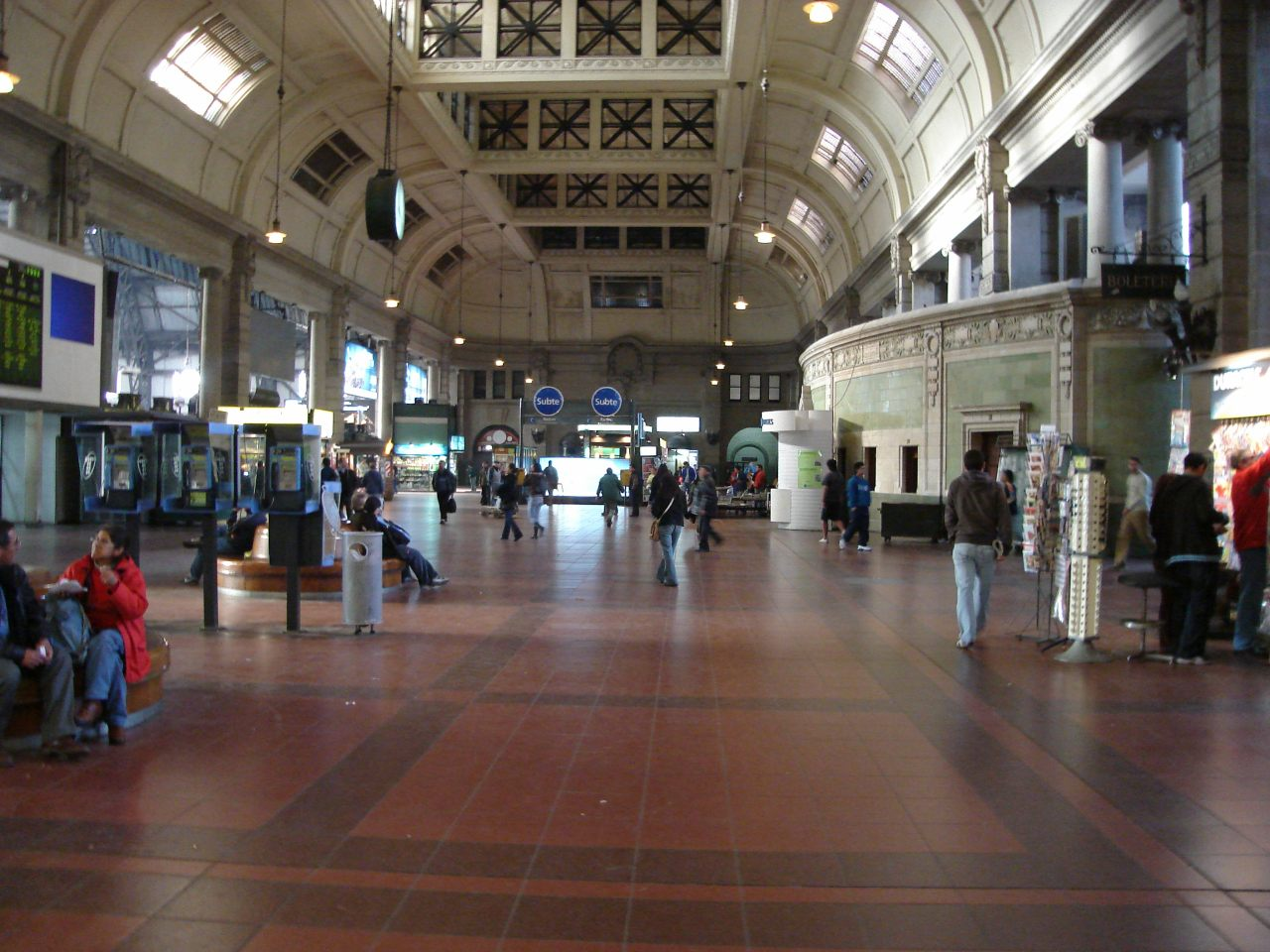
Acceso a la estación en el vestíbulo de la estación ferroviaria
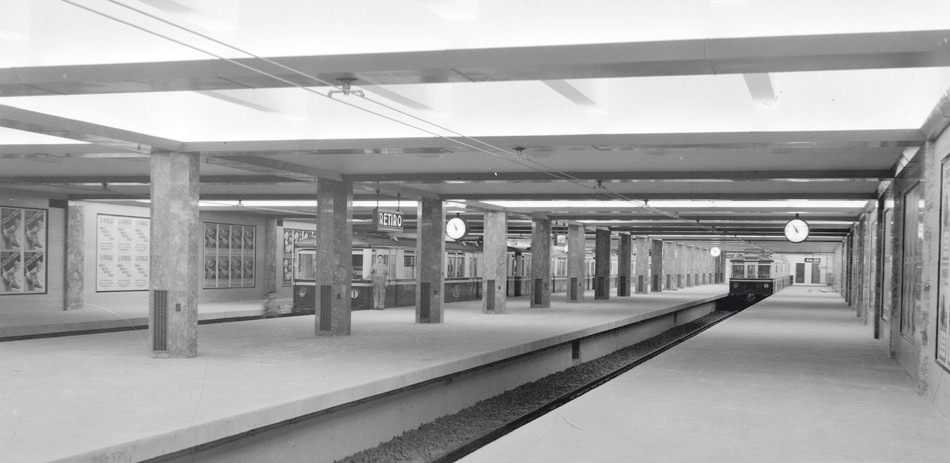
La estación a comienzos de los años 1940, con su iluminación original y sin puestos comerciales